# Віскі (Більський повіт)
Віскі (пол. Wiski) — село в Польщі, у гміні Тучна Більського повіту Люблінського воєводства.
Населення — 108 осіб (2011).
У 1975-1998 роках село належало до Білопідляського воєводства.

## Демографія
Демографічна структура станом на 31 березня 2011 року:
|          | Загалом | Допрацездатний вік | Працездатний вік | Постпрацездатний вік |
| -------- | ------- | ------------------ | ---------------- | -------------------- |
| Чоловіки | 52      | 11                 | 30               | 11                   |
| Жінки    | 56      | 14                 | 23               | 19                   |
| Разом    | 108     | 25                 | 53               | 30                   |